# Бошівка (Кролевецький район)
Бошівка (Башівка) — колишнє село в Україні, у Кролевецькому районі Сумської області. Підпорядковувалось Білогривській сільській раді.

## Географічне розташування
Село Бошівка знаходилося біля одного з витоків річки Глистянка. На відстані до 1 км розташовані села Хрещатик і Пасіка. Село оточене лісовими масивами (сосна, береза).

## Історія
Безіменний хутір на місці села вказаний ще на карті 1860-х років. На 1986 рік у селі мешкало 10 осіб. Мало хутірське планування, вздовж криволінійної вулиці розташовувалися садиби.
18 січня 1988 року Сумська обласна рада зняла село Бошівка з обліку у зв'язку із переселенням жителів.